# Fatiado
Fatiado foi uma Série de televisão norte-americana que estreou em 22 de abril de 2010 no History Channel. O programa foi apresentado por John McCalmont e Budd Kelley,que "fatiavam" os objetos do cotidiano para descobrir como eles funcionam.

## Episódios
| #  | Título                   | Exibição Original   |
| -- | ------------------------ | ------------------- |
| 1  | "Máquinas Caça-niqueis"  | 22 de abril de 2010 |
| 2  | "Veículo Blindado"       | 22 de abril de 2010 |
| 3  | "Brinquedos"             | 29 de abril de 2010 |
| 4  | "Segredos da Cozinha"    | 29 de abril de 2010 |
| 5  | "Caminhão de Fogo"       | 06 de maio de 2010  |
| 6  | "Ferramentas de poder"   | 06 de maio de 2010  |
| 7  | "Salão"                  | 13 de maio de 2010  |
| 8  | "Desastres do Banheiro"  | 13 de maio de 2010  |
| 9  | "Golf"                   | 20 de maio de 2010  |
| 10 | "Carro Espião"           | 20 de maio de 2010  |
| 11 | "Máquinas de Vendas"     | 27 de maio de 2010  |
| 12 | "Caminhão de Lixo"       | 27 de maio de 2010  |
| 13 | "Todo Terreno"           | 19 de junho de 2010 |
| 14 | "Pista de Boliche"       | 19 de junho de 2010 |
| 15 | "Equipamentos de Bancos" | 19 de junho de 2010 |
| 16 | "Eletrônicos"            | 24 de junho de 2010 |
| 17 | "Robos"                  | 29 de junho de 2010 |